# Windows Marketplace for Mobile
Windows Marketplace For Mobile是搭載在Windows Mobile的應用商店，於2009年10月6日開始運營，最初有246個应用程序。最初它仅适用于Windows Mobile 6.5，几周后可用于较旧的 6.x 版本。2010 年 2 月 15 日,微软宣布了其下一代移动平台Windows Phone；有一个单独的应用商店Windows Phone Store；Windows Mobile 6.x 应用程序与 Windows Phone 7 不兼容。
从2011年7月15日起，人們无法再从Windows Marketplace For Mobile的网站下载Windows Mobile的应用程序，用戶只能通过手机登录Marketplace for Mobile來下載应用程序。2012年5月22日，Marketplace for Mobile最終关闭。

## 价格和功能
通过Windows Mobile和个人电脑的应用程序提供的Windows Marketplace for Mobile，为买家提供了24小时的退货政策，每个应用程序销售的70%支付给开发者。 微软向开发者收取一次性99美元的费用，以便他们每年在商店中列出不限数量的付费应用或最多五个免费应用。 在一年中列出五个免费应用程序后，每个额外的免费应用程序可以以19.99美元的价格列出。 微软通过信用卡和运营商收费接受买家的付款。

作为微软DreamSpark计划成员的学生可以免费向该商店提交申请，免除99美元的费用。
运营商有能力在商店中创建一个品牌编辑区，为他们的客户推销特定的运营商应用程序和服务。

## 內容限制
Microsoft 並未通過 Marketplace 分發某些類型的應用程序，包括帶有色情內容的應用程序。 禁止的應用程序包括：
- 性和裸體和暗示性或性的圖像（例如性挑逗的觸摸、束縛）或暴露全裸的挑逗性圖像。
- 任何成人或邊緣成人內容（圖像或文本）。
- 通常屬於色情類別的內容。